# Josep Antonio Gómes
Josep Antonio Gómez Moreira, född 3 december 1985, är en andorransk fotbollsspelare som spelar för RCD Carabanchel i Spanien. Han är förstamålvakt i Andorra.